# Margie Bermejo

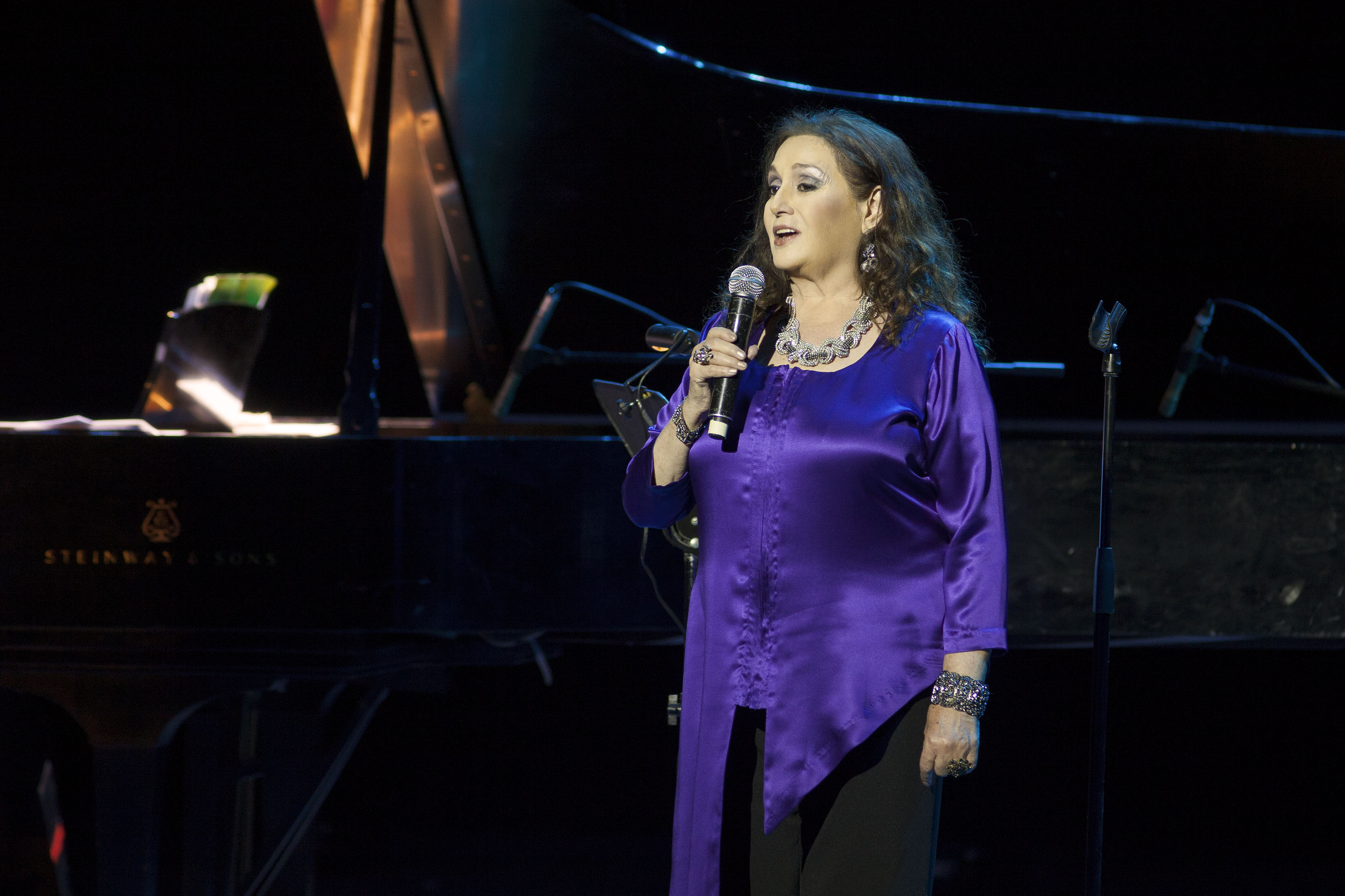
Margie Bermejo en mayo de 2015.

Margarita Bermejo Suárez (Ciudad de México, 1953) es una cantante mexicana de jazz y blues latino. Docente que ha impartido cursos de perfeccionamiento vocal en escuelas de canto y actuación y que ha realizado giras en México. Entre sus grabaciones destacan las canciones Azul, Body and Soul e Íntimamente.

## Trayectoria
Hija de Guillermo Bermejo Araujo, cofundador del Trío Calaveras; y de Irma "Negrita" Suárez Villanueva, cantante argentina y cuentacuentos. Inició como cantante a los 13 años, en programas musicales y como corista de grabaciones profesionales. Trabajó en la primera puesta en México de Violinista en el tejado y Vaselina.
En 1967 estudió la carrera de teatro en Bellas Artes y el Centro de Teatro Clásico del Siglo de Oro, en la Casa del Lago, con José Luis Ibáñez. 
También estudió con Héctor Mendoza.
En 1969 participó en la obra Operación ja-ja, al lado de Manuel “Loco Valdés”. Más adelante grabó un disco de rock para Orfeón y RCA Victor. En la siguiente década incursionó en el Canto Nuevo de México y grabó su primer LP Las cosas sencillas, con temas del compositor Marcial Alejandro. A partir de la década del ochenta se dedicó por 15 años al jazz y la música brasileña, época en la que grabó los discos Sabor a jazz, La eterna desventura de vivir, Agua en la boca y Sobrevivir.
En 1977 debutó como cantante de revista musical con la obra Broad…way y en 1984 actuó en otra obra del mismo género, De mujir a mujer. En 1989 se presentó en el espectáculo Vox Urbi.

## Discografía
- (1979) Las Cosas Sencillas. Radio Educación
- (1982) Morir Amando con Sabor a Jazz. Discos Pentagrama
- (1988) La Eterna Desventura de Vivir. Discos Pentagrama
- (1995) Agua en la Boca. Discos Pentagrama
- (1998) El Canto Extravagante. Discos Pentagrama
- (2000) Mamacita del Mayab. Discos Pentagrama
- (2002) Ofrenda del Tiempo. Urtext
- (2002) El Veneno que Fascina. Discos Pentagrama
- (2005) Al Compás de un Tango. Discos Pentagrama
- (2006) Clásicas Extravagancias. Discos Pentagrama

El disco "Ofrenda del Tiempo", es una cantata a piano ejecutada por el ruso Dmitri Dudin con coros de Margie Bermejo, y está inspirada en el poema "Piedra de Sol" escrito por el Premio Nobel de Literatura, Octavio Paz.